# Alan King (musicista)
Alan King (Coventry, 7 luglio 1940 – Bologna, 26 gennaio 2017) è stato un sassofonista, flautista e attore britannico.
Trasferitosi in Italia nel 1970, ha suonato con Jimmy Villotti, Augusto Martelli e Andrea Mingardi. Nel 1983 è diventato il sassofonista di Vasco Rossi con cui ha fatto due tournée. Ha suonato anche con Gino Paoli, Enzo Jannacci, Freak Antoni, Edoardo Bennato, Alan Sorrenti, Banco del Mutuo Soccorso, Andy J. Forest, Angelo Branduardi, Sergio Endrigo, Massimo Bubola, Mia Martini.
Come attore è apparso in ruoli secondari nello sceneggiato Al di là delle frontiere con Sabrina Ferilli e nel telefilm in 24 puntate In Crociera, trasmesso da Rete 4. Ha inoltre interpretato il ruolo di Chet Baker nel film di Riccardo Milani Piano, solo.